# Instituto de Aposentadorias e Pensões dos Comerciários
IAPC é um acrônimo para Instituto de Aposentadorias e Pensões dos Comerciários. O IAPC foi criado durante o Governo constitucional de Getúlio Vargas por meio do Decreto n° 24.273, de 22 de maio de 1934 e, expandiu suas áreas de atuação, passando principalmente a financiar projetos de habitação popular nas grandes cidades.
Atualmente, IAPC tornou-se, por extensão, o nome de importantes bairros de classe média de várias cidades brasileiras, como Teresina ou Anápolis.
Teve seu período de atividade de 1934 a 1966, quando foi extinto pelo Decreto-Lei n° 72, de 21 de novembro de 1966.

## História
No Brasil, desde os remotos tempos do Império já existia uma preocupação com o tema previdenciário. Entretanto somente a partir de 1923, com a aprovação da lei Eloy Chaves, o país adquiriu um marco jurídico para a atuação do sistema previdenciário, na época representado pelas Caixas de Aposentadorias e Pensões – CAPs. Esta lei focava especificamente das CAPs das empresas ferroviárias, uma vez que seus sindicatos (mais organizados) tinham uma forte influência e poder de pressão política. O objetivo inicial destas CAPs era de suportar seus trabalhadores durante o período de inatividade.
Ao longo da década de 1930, com o crescimento da população urbana e a ampliação do sindicalismo em diferentes segmentos de trabalho, fez-se necessária uma organização previdenciária por categoria profissional, fortalecendo as instituições de previdência, que por final foram assumidas pelo Estado. Assim surgem os Institutos de Aposentadorias e Pensões – IAPs. Rapidamente os institutos representantes de categorias com renda superior se tornaram politicamente mais fortes, pois dispunham de mais recursos financeiros e políticos. Tal fato gerou um problema de distorção entre os diversos institutos, com categorias efetivamente representadas e outras sub-representadas. Para solucionar esta questão, através da Lei n° 3.807, de 26 de agosto de 1960, criou a Lei Orgânica de Previdência Social – LOPS, que unificou a legislação referente aos Institutos de Aposentadorias e Pensões. Mais tarde, através do Decreto-Lei n° 72, de 21 de novembro de 1966, os seis Institutos de Aposentadorias e Pensões existentes na época, inclusive o IAPC, foram unificados, criando o Instituto Nacional de Previdência Social – INPS. 
Em 1990 foi unificado o INPS ao IAPAS (Instituto de Administração Financeira da Previdência e Assistência Social), originando o INSS 

## Habitação
Estes institutos IAP (Instituto de Aposentadoria e Pensões) do qual o IAPC fazia parte, não somente serviu para a previdência como também para a história da moradia urbana. Eles também foram utilizados para a construção e financiamento das unidades habitacionais do Brasil e por isso existem bairros com este acrônimo em algumas cidades brasileiras . Algumas construções inclusive tem sugestões de tombamento, como o Conjunto Casa Amarela do IAPC no Recife  .
Também atuaram na aquisição de imóveis, como o edifício Morais em Salvador, comprado pelo IAPC em 1957 e repassado para os associados por meio de venda (hipoteca).
Algumas das habitações suportadas pelo IAPC:
- Edifício Morais em Salvador [4]
- Conjunto Residencial IAPC Cidade Jardim, em uma época que o bairro ainda estava em desenvolvimento [5]
- Residência da Vila Henrique de La Roque em João Pessoa [4]
- Residência do Conjunto Filipinho em São Luis[4]
- Edifício Gervásio Pires em Recife[4]
- Conjunto Residencial do IAPC no bairro Olaria, Rio de Janeiro [6]
- Entre outros